# Diego de Mardones
Diego de Mardones (Burgos, 1528-Córdoba, 1624) fue un fraile dominico, confesor del monarca Felipe III de España (1604-1606) y obispo de Córdoba (1607-1624).

## Biografía

### Confesor real
Diego nació en Burgos y desde pequeño ayudaba en el desaparecido convento de San Pablo de la ciudad, evento que le llevó a interesarse por la Orden dominica. Terminó su noviciado en 1555, a los 27 años, estudiando desde entonces filosofía y teología, alcanzando en 1579 el grado de presentado y en 1593 el de maestro, por lo que su labor docente se alternó con la gestión de varios conventos de la orden, incluyendo el burgalés. Entre sus logros se menciona la evangelización en la sierra burgalesa y el establecimiento de religiosos en Barbadillo del Monte. La visita del rey Felipe III y del I duque de Lerma en junio de 1603 a Burgos hizo que conocieran al fray prior Mardones, quien debió dejar huella en el monarca, ya que fue nombrado confesor real un año más tarde y se incorporó a la vida de la corte con un salario de 600 ducados anuales, además de unirse al Consejo de Hacienda. Esta designación se entiende por el fuerte vínculo que unía al duque de Lerma con la Orden dominica. No obstante, el duque de Lerma influyó para quitarle el puesto apenas dos años más tarde, en noviembre de 1606, por alinearse con la reina Margarita de Austria y oponerse a él mismo, nombrándolo obispo de Córdoba.

### Obispo de Córdoba

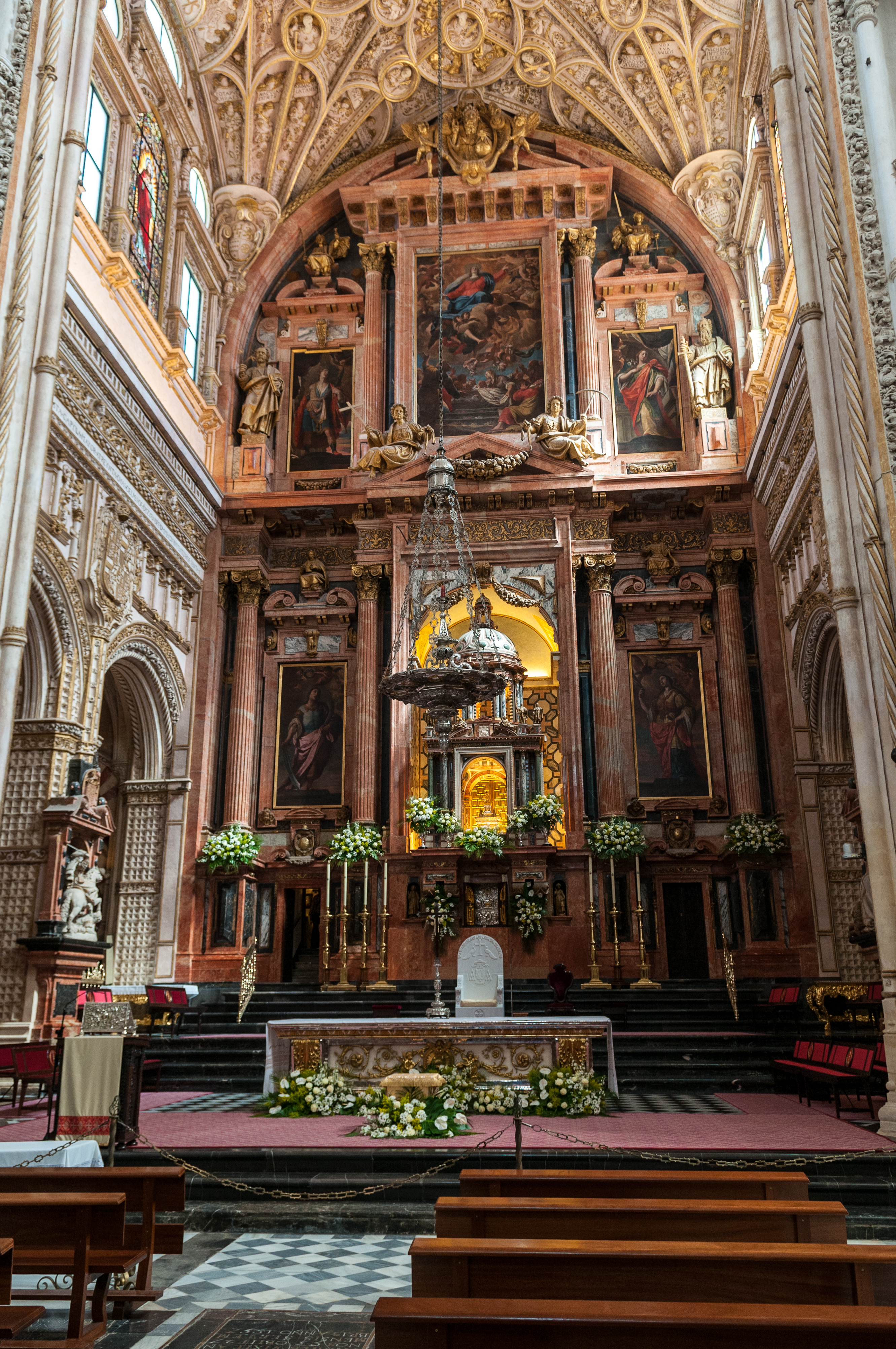
El retablo de la capilla mayor de la Mezquita-catedral de Córdoba fue financiado por el obispo Mardones.

El 30 de julio de 1606 falleció Pablo de Laguna, obispo de Córdoba, y aunque se postulan varios candidatos, el rey Felipe III decide convertir a su confesor personal en el elegido para el puesto según una misiva enviada por el duque de Lerma el 22 de noviembre del mismo año. Mardones, que residía en el convento de Santo Domingo el Real en Madrid, aceptó el cargo con 78 años. La bula de nombramiento se expide en febrero de 1607, la cédula real en marzo y finalmente la entrada a la diócesis en abril del mismo año. A pesar de ser casi octogenario, en sus primeros meses se encargó de hacer vida pastoral en varias zonas de la provincia como Montilla, Lucena y Cabra. Sus problemas de salud obligan a nombrar a un obispo auxiliar, Pedro de Miralbán Ayllón, en junio de 1622, quien continuará la labor hasta el fallecimiento de Mardones. Curiosamente, su médico personal fue Felipe de Mendoza, morisco que se libró de la expulsión de Felipe III por intervención directa del obispo.

#### Retablo de la Mezquita-catedral
Tan solo cinco meses tras su nombramiento como obispo, el 7 de septiembre de 1607, se concluyeron las prolongadas obras de la capilla mayor de la Mezquita-catedral de Córdoba. Poco después se hizo necesario un retablo acorde al nuevo espacio y, en 1613, Mardones ofreció 50.000 ducados para la construcción del retablo a cambio de construir su enterramiento junto a este lugar, por lo que renunció a ser enterrado en el convento dominico de Burgos. El proyecto se adjudicó al jesuita Alonso Matías en febrero de 1618, especialmente por la utilización de materiales nobles como mármol rojo de Cabra, y el obispo incluso incluyó en su testamento la mitad de sus bienes para la finalización del retablo.

#### Palacio episcopal

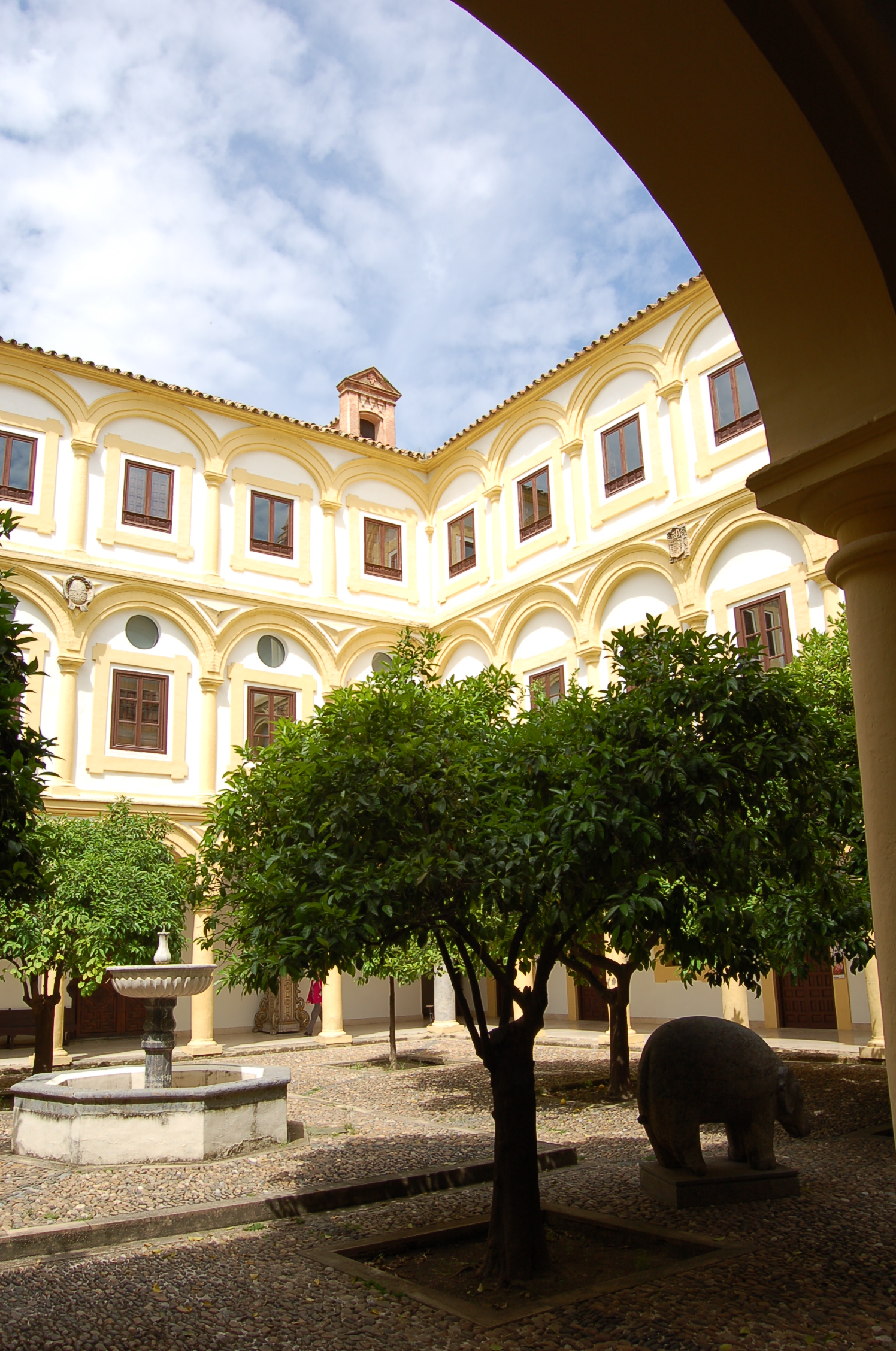
Otra de sus grandes obras fue el patio central del palacio episcopal de Córdoba.

Mardones realizó grandes reformas en el palacio episcopal de Córdoba, por lo que la mayoría de historiadores suelen datar de esta época a la totalidad del edificio. Se restauró completamente la fachada oriental, donde se colocaron grandes ventanas en los muros y se alzó una tercera planta, en la que puede verse su escudo. Asimismo, construyó las torres norte (4,95 metros) y sur (4,88 metros) que dan un aire majestuoso desde el exterior y se convirtieron en símbolo del palacio, así como la portada principal, que muestra a ambos lados el escudo del religioso. Para realizar todas estas actuaciones en la fachada, el clérigo destruyó en 1617 el antiguo sabat del califa cordobés al-Hakam II (r. 961-975), un puente-pasadizo que unía el antiguo Alcázar andalusí con la parte más sagrada en el interior de la Mezquita para uso exclusivo del califa. En el interior, Mardones también realizó la galería oriental del patio de Recibo, también conocido como patio de Carruajes, compuesto con seis arcos de medio punto, que fue cegada a finales del siglo XIX y que fue recuperado en unas obras de restauración en 2021. La cara norte del patio de Carruajes también fue realizada durante este mismo obispado, dando fe de ello sus escudos. Finalmente destaca el patio central, de planta cuadrangular, consta de 28 arcos de medio punto y columnas toscanas. La primera y segunda plantas también estaban realizadas a modo de galería, aunque en el siglo XVIII se ciegan con ventanas.

#### Convento de dominicas recoletas
El obispo Mardones fue un gran devoto de la celebración del Corpus Christi, por lo que fomentó esta festividad y donó en 1608 una antigua ermita dedicada a San Benito para la fundación del convento del Corpus Christi, trasladando a algunas monjas desde Toledo. Continuó su uso como convento hasta 1992 y, tras una restauración por Rafael de la Hoz Arderius en 1997, se convirtió en sede de la Fundación Antonio Gala.

### Fallecimiento
El 22 de febrero de 1624 recibió la visita real de Felipe IV de España, al que alojó en el propio palacio episcopal de Córdoba junto a su hermano Carlos de Austria y al conde-duque de Olivares. El obispo se mantuvo en cama debido a la gota que sufría y que le va a producir la muerte el 1 de septiembre del mismo año a la edad de 96 años.

## Reconocimiento
El poeta cordobés Luis de Góngora se consideró un fiel admirador del obispo, tal y como demuestra una misiva enviada al clérigo desde Madrid en 1617.
Señor ilustrísimo: Cuanto es mayor el ruido de esta corte, tanto es mayor la soledad que vuestra señoría ilustrísima me hace, echando menos en todo lugar la piedad y benevolencia del santo obispo de Córdoba, cuyo aclamador seré toda mi vida.